# USA's ydre småøer
USA's ydre småøer (United States Minor Outlying Islands) er, som navnet indikerer, et antal mindre, som regel ubeboede, øer, der er under USA's herredømme. De fleste af disse øer ligger i Oceanien (Baker Island, Howland-øen, Jarvis Island, Johnston Atoll, Kingman Reef, Midway Atoll, Palmyra Atoll og Wake Island), men Navassa ligger i Caribien.
19°18′00″N 166°38′00″Ø / 19.3°N 166.63333°Ø